# AD Leonis
AD Leonis är en ensam stjärna i mellersta delen av stjärnbilden Lejonet. Den har en skenbar magnitud av ca 9,32 och kräver åtminstone ett mindre teleskop för att kunna observeras. Baserat på parallax enligt Gaia Data Release 3 på ca 201,4 mas, beräknas den befinna sig på ett avstånd på ca 16,2 ljusår (ca 4,97 parsek) från solen. Den rör sig bort från solen med en heliocentrisk radialhastighet på 11 km/s.

## Egenskaper
AD Leonis är en röd stjärna i huvudserien av spektralklass M3.5 eV och är en flarestjärna, som har slumpmässiga ökningar i ljusstyrka. Den har en massa som är ca 0,4 solmassa,  en radie som är ca 0,39 solradie och har ca 0,024 gånger solens utstrålning av energi från dess fotosfär vid en effektiv temperatur av ca 3 400 K. Stjärnan är relativt ung med en uppskattad ålder på 25–300 miljoner år, och anses ingå i den unga diskpopulationen.

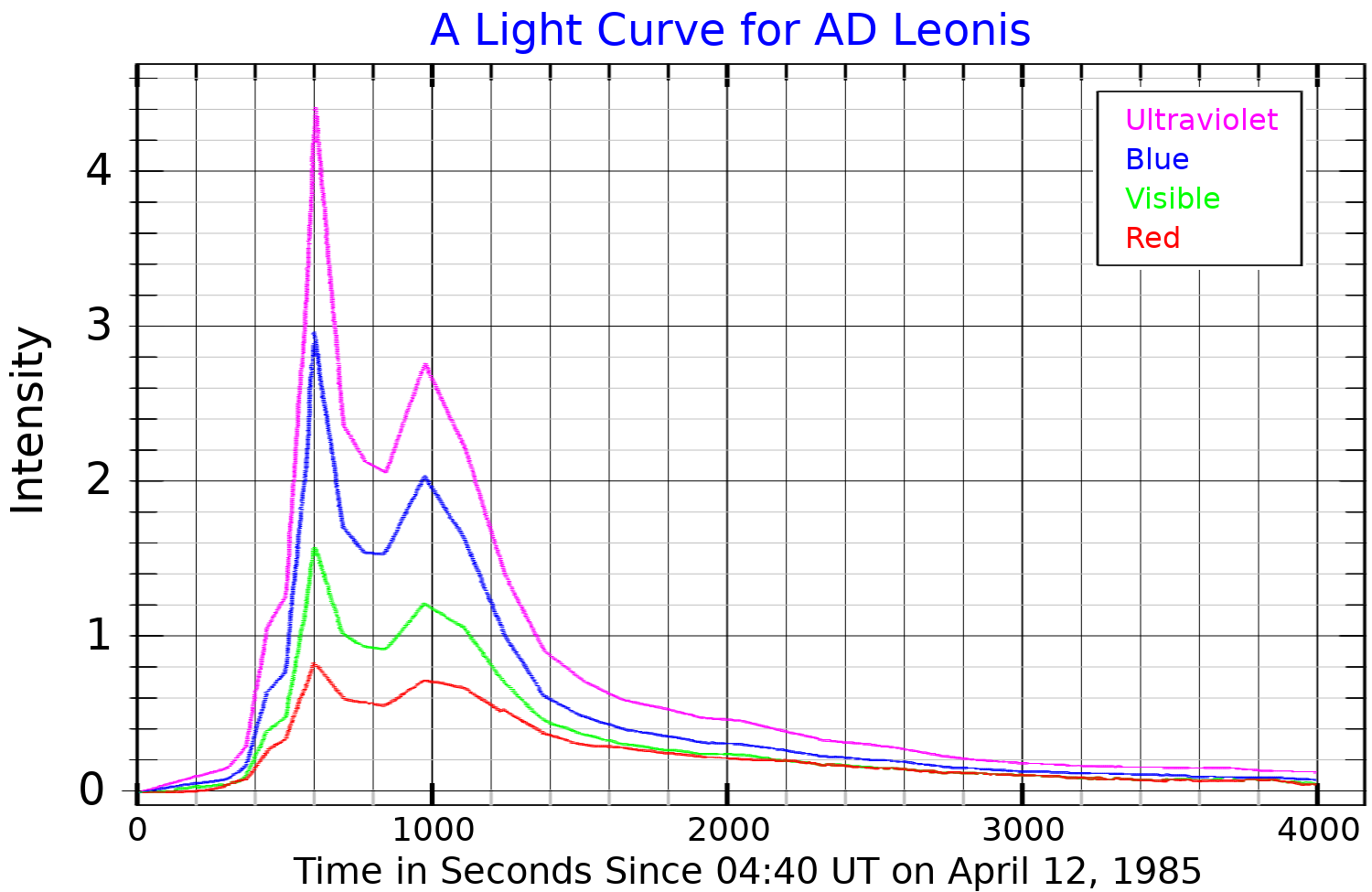
U, B, V och R ljuskurvor för en flare på AD Leonis, anpassad från Hawley och Pettersen (1991)

Stjärnans varierande karaktär observerades första gången 1949 av Katherine C. Gordon och Gerald E. Kron vid Lick Observatory. AD Leonis är en av de mest aktiva flarestjärnorna som är kända, och emissionerna från flares har visats över det elektromagnetiska spektrumet så högt som röntgenbandet. Det magnetiska nettoflödet vid ytan är cirka 3 kG. Förutom stjärnfläckar är cirka 73 procent av ytan täckt av magnetiskt aktiva områden. Undersökning av koronan i röntgenvåglängd visar kompakta slingstrukturer som spänner över upp till 30 procent av stjärnans storlek. Medeltemperaturen för koronan är cirka 6,39 megakelvin. År 2021 observerades en superflare på AD Leonis samtidigt i röntgenområdet av XMM-Newton och i optiska bandet av TESS.